# Деформирующее резание
Деформирующее резание (патент РФ 2044606 ) - метод механической обработки основанный на подрезании поверхностного слоя материала заготовки и последующей деформации подрезанного слоя с формированием макро- и микрорельефа в виде рёбер, шипов, ячеек, резьбовых профилей. Разработан д.т.н., профессором кафедры МТ2 "Инструментальная техника и технологии" МГТУ им. Н.Э. Баумана Зубковым Н.Н.
Режущий инструмент для деформирующего резания (ДР), в отличие от обычного резца, имеет вспомогательную кромку, на которой исключен процесс резания. Таким образом, вспомогательная кромка становится деформирующей и отгибает подрезанный главной кромкой слой. Совокупность подрезанных и отогнутых слоев, которые имеют связь с основным материалом заготовки, образует развитый микро- или макрорельеф на поверхности детали.
Метод ДР безотходен, не требует СОЖ, реализуется на стандартном металлорежущем оборудовании и позволяет обрабатывать широкий диапазон пластичных материалов (медные и алюминиевые сплавы, титан, стали, термопластичные полимеры).
Развитые структуры, получаемые методом ДР, имеют повышенную площадь поверхности (до 12 раз по сравнению с исходной заготовкой), что обусловило основное применение метода для создания развитых теплообменных поверхностей. Возможно получение  теплообменных труб, винтовых и микроканальных теплообменников (патент РФ №135401), теплосъемных пластин водяного охлаждения микропроцессорной техники и силовой электроники, изготовления микросеток (до 100 отверстий на кв. мм) и фильтрующих труб, композиционных структур для повышения износостойкости деталей трения, создания капиллярных структур тепловых труб, восстановления размеров изношенных валов, подготовки поверхности под напыление керамики и твердого сплава и др. Запатентован способ создания микроштырьковой структуры (патент РФ 2679815 (до 400 штырьков на кв. миллиметре поверхности). 
По технологии ДР разработан метод закалочного поверхностного упрочнения при использовании только токарных станков (патент РФ №2556897). Особые условия фазовых превращений (скорости нагрева выше 1 млн. градусов в секунду, большие степени и скорости деформаций) позволяют получать особо твердый полностью закаленный слой или слои с чередованием наклонных закаленных и пластичных прослоек. На стали 40Х получена твердость  HRC 65 что недостижимо другими методами закалки.
Изделия по технологии ДР 6 раз удостаивались золотых медалей международных выставок и салонов изобретений и инноваций. В 2010 г. технология удостоена Гран-при и кубка Азии за лучшее изобретение на выставке изобретений и инноваций ITEX-2010.